# Bermudo Soares de Ribadouro
Bermudo Soares de Ribadouro (ou Vermudo Soares) (m. Ervas Tenras, 24 de junho de 1191), foi um fidalgo, rico-homem e cavaleiro medieval português, e senhor de várias honras. É conhecido sobretudo pelo governo da tenência familiar de Lamego, "herdada" do pai.

## Biografia
Bermudo Soares era o filho primogénito do magnate Soeiro Viegas de Ribadouro, filho mais novo de Egas Moniz, o Aio, e da sua sua esposa Sancha Bermudes de Trava, sobrinha do primeiro rei de Portugal, Afonso Henriques. Estava, portanto, estreitamente aparentado à família real portuguesa.
Em 1187 surge como rico-homem e tenente de Lamego, cargo no qual parece ter já sido associado pelo pai, dado que ainda poderia viver por essa altura, que, provavelmente, percebendo a importância desta tenência, preferiu retê-la para os seus descendentes.
A herança que o seu pai recebeu de Egas Moniz fizera dele um senhor de numerosos e grandes haveres ou honras por todo o Ribadouro, especialmente desde cerca de Lamego e Tarouca até aos rios Paiva e Távora. Bermudo teve acesso a toda esta fortuna após a morte de Soeiro Viegas, entre 1187 e 1189.
Bermudo participou, juntamente com o seu irmão Lourenço e outros importantes ricos-homens, na Batalha de Ervas Tenras, que ocorreu sensivelmente por volta de 1190/91, e que opunha as forças beirãs a Afonso IX de Leão, que, com as suas tropas, invadia a região do Ribacoa. Bermudo não saiu vivo desta batalha. 
Bermudo faleceu, solteiro e sem descendência, a 24 de junho de 1191, segundo o obituário do mosteiro de Salzedas, onde se sepultou, deixando provavelmente os seus bens ao seu irmão Lourenço. 